# قری‌خان
قِری‌خان (به ترکی استانبولی: Kırıkhan) شهری است در کشور ترکیه که در استان ختای واقع شده‌است. جمعیت این شهر بر اساس سرشماری سال ۲۰۰۸ میلادی ۶۸٬۲۱۲ نفر و بر اساس برآوردهای سال ۲۰۰۹ میلادی ۶۵٬۸۸۱ نفر می‌باشد.